# Мітч Мітчелл
Мітч Мітчелл (англ. Mitch Mitchell, справжнє ім'я Джон Мітчелл; 9 липня 1947, Ілінг — 12 листопада 2008, Портленд, Орегон) — англійський ударник, продюсер. Найбільш відомий як барабанщик формації The Jimi Hendrix Experience.

## Біографія
Починав грати в різних джазових групах, поки в 1966 році басист «The Animals» Чес Чендлер не запросив його на прослуховування американського гітариста Джимі Хендрікса, після чого той взяв Мітчелла в свою групу як ударника. Так почалася ера «The Jimi Hendrix Experience» — гурту, що проіснував з 1966 по 1969 роки. У 1969 році гурт розпався, проте вже через рік, в 1970 році, Хендрікс знову запрошує Мітчелла до співпраці. Спочатку вони гастролюють по США, потім починається турне по Європі, що було скасовано у зв'язку з хворобою Біллі Кокса. Раптова смерть Хендрікса 18 вересня 1970 року від передозування снодійного поклала кінець гурту. Надалі Мітчелл організовував свої нові групи, був продюсером, але успіху вже не мав.
12 листопада 2008 Мітч Мітчелл був знайдений мертвим у готельному номері в штаті Орегон, де виступав у рамках Experience Hendrix Tour, присвяченого пам'яті Джиммі Хендрікса.